# Otočac (Korčula)
Otočac je nenaseljeni otočić u hrvatskom dijelu Jadranskog mora. Nalazi se uz jugozapadnu obalu otoka Korčule i katastarski je dio općine Blato.
Njegova površina iznosi 0,037053 km2. Dužina obalne crte iznosi 717 m, a iz mora se uzdiže 24 m.